# Otroeda planax
Otroeda planax är en fjärilsart som beskrevs av Jordan 1924. Otroeda planax ingår i släktet Otroeda och familjen tofsspinnare. Inga underarter finns listade i Catalogue of Life.